# Wappen der Kokosinseln
Das Wappen der Kokosinseln, einer Inselgruppe im Indischen Ozean und ein australisches Außengebiet, ist in Blau und Silber geviert.
In den Feldern eins und vier befinden sich je ein silberner, schräg liegender Fisch. In den anderen beiden Feldern befindet sich je ein brauner Vogel. Über dem Schnittkreuz eine schwarze Majuskel „Z“. Über dem Schild schwebt ein rot-weißer Crest mit einer roten Rose in der Rechthand. Zwei Palmen zu den Schildseiten stehen auf grünem Grund. Unter dem Schild auf goldenem Band steht in schwarzen Majuskeln das Motto „MAJU PULU KITA“.